# Dulce García
Dulce Margarita García Gil (ur. 2 lipca 1965 w Puerto Padre, zm. 9 września 2019) – kubańska lekkoatletka specjalizująca się w rzucie oszczepem. Medalistka mistrzostw ibero-amerykańskich. Jej rekordem życiowym w rzucie oszczepem jest wynik 67,90 m osiągnięty w 1986.

## Osiągnięcia
| Rok  | Impreza                                  | Miejsce   | Lokata     | Wynik  |
| ---- | ---------------------------------------- | --------- | ---------- | ------ |
| 1986 | Mistrzostwa ibero-amerykańskie           | Hawana    | 2. miejsce | 59,60m |
| 1988 | Mistrzostwa ibero-amerykańskie           | Meksyk    | 2. miejsce | 61,83m |
| 1989 | Mistrzostwa Ameryki Środkowej i Karaibów | San Juan  | 2. miejsce | 61,18m |
| 1991 | Igrzyska panamerykańskie                 | Hawana    | 1. miejsce | 64,78m |
| 1991 | Mistrzostwa świata                       | Tokio     | 7. miejsce | 62,68m |
| 1992 | Mistrzostwa ibero-amerykańskie           | Sewilla   | 1. miejsce | 57,38m |
| 1992 | Igrzyska olimpijskie                     | Barcelona | 8. miejsce | 58,26m |